# Tragedia starogrecka

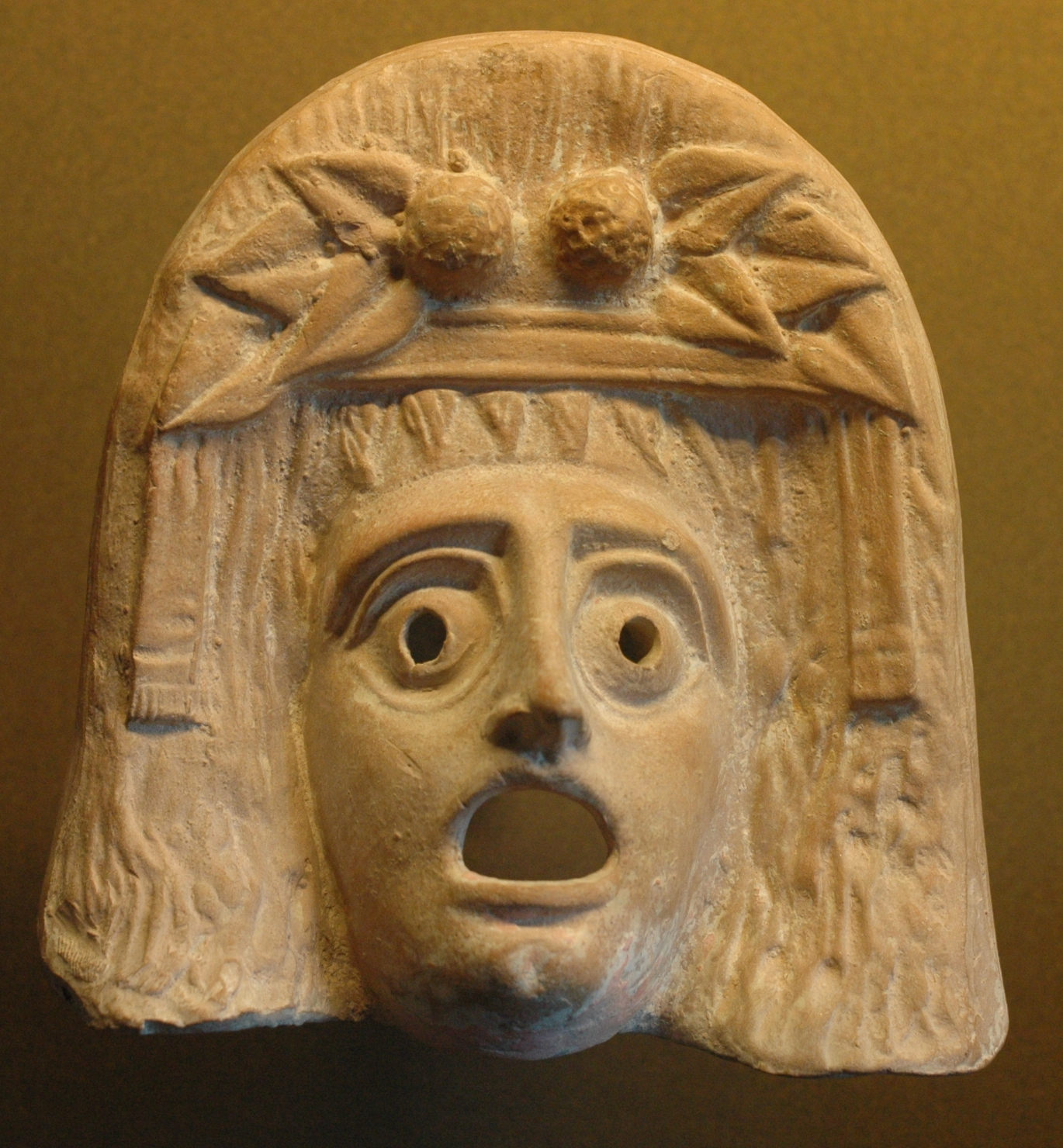
Maska Dionizosa znaleziona w Myrinie w starożytnej Grecji ok. 200 p.n.e. – 1 p.n.e., obecnie w Luwrze

Tragedie greckie powstawały od VI w. p.n.e. do okresu rzymskiego, wszystkie zachowane w całości są jednak dziełami trzech wielkich tragików ateńskich V w. p.n.e. – Ajschylosa, Sofoklesa i Eurypidesa. Czas ich działalności obejmuje łącznie zaledwie 80 lat. Pierwsze wystawienie tragedii odbyło się w 534 p.n.e. w Atenach za rządów Pizystrata – pierwsza zachowana tragedia, Persowie Ajschylosa (472 p.n.e.), wiąże się ze zwycięstwem Aten stanowiącym początek ich potęgi politycznej i kulturalnej. Koniec potęgi Aten na skutek ich klęski w wojnie peloponeskiej (404 p.n.e. – trzy lata po śmierci Eurypidesa i dwa lata po śmierci Sofoklesa) jest zarazem końcem epoki wielkich ateńskich utworów tragicznych. Zachowało się siedem tragedii Ajschylosa, siedem tragedii Sofoklesa i osiemnaście tragedii Eurypidesa (w tym Rhesos, prawdopodobnie nieautentyczny). Wybór ten (prócz ośmiu przekazanych przez inne źródła) dokonał się w czasach cesarza Hadriana. Nie dotarły do naszych czasów tragedie poprzedzające twórczość Ajschylosa ani następujące po Eurypidesie, a także większość twórczości trójki wielkich tragików – według źródeł starożytnych łącznie z dramatami satyrowymi Ajschylos miał bowiem napisać dziewięćdziesiąt tragedii, Sofokles ponad sto, a Eurypides dziewięćdziesiąt dwie. Świetność tragedii wiąże się więc ściśle z okresem politycznego rozkwitu Aten – tragedie IV w., tragedie aleksandryjskie i tragedie przed Ajschylosem są słabo znane (żadna nie zachowała się w całości) i cechuje je o wiele mniejsza wartość literacka. Mimo że okres twórczości wielkich tragików był tak krótki, między twórczością Ajschylosa i Eurypidesa zachodzą znaczne różnice, był on okresem szybkiej ewolucji gatunku. O ile nie zaznaczono inaczej, informacje zawarte w tym artykule odnoszą się do tragedii V w.
Tragedia grecka była wystawiana na scenie tylko dwa razy do roku – w święta religijne Dionizji miejskich – na wiosnę, i Lenajów – w końcu grudnia. Stanowiła część obrzędów religijnych na cześć Dionizosa – w treści tragedii nie ma wprawdzie prawie żadnych nawiązań do tego bóstwa, jej główną zasadą jest jednak obecność sacrum. Zarazem, ze względu na ścisły związek życia religijnego i politycznego w polis greckich, tragedia miała charakter manifestacji obywatelskiej. Konkurs tragików – agon – w czasie którego trzech tragików wystawiało po trzy tragedie i dramat satyrowy – organizowało państwo ateńskie, wyznaczające poetów mogących wziąć w nim udział oraz sponsora, który musiał sfinansować przedstawienie. W czasie Lenajów dwóch tragików wystawiało po dwie tragedie, ponadto odbywały się jeszcze przedstawienia w czasie Dionizjów wiejskich w Pireusie.

## Geneza tragedii greckiej
Początki tragedii greckiej sięgają VI wieku p.n.e. i są związane z obrzędami religijnymi na cześć Dionizosa. Możliwe, że wpływ na jej rozwój miały również misteria eleuzyńskie i orfickie. Geneza tragedii greckiej pozostaje przedmiotem wielu badań i kontrowersji naukowych. Według Arystotelesa tragedia wywodzi się z dytyrambu, lirycznej pieśni chóralnej związanej z kultem Dionizosa, która zawierała elementy dramatyczne, takie jak interakcje chóru i jego przewodnika, koryfeusza. Tragedia pełniła funkcję religijną i była wystawiana podczas świąt poświęconych Dionizosowi, takich jak Dionizje Miejskie i Lenaje. Spektakle te stanowiły część uroczystości religijnych, w ramach których odbywały się także procesje i ofiary. Ateński Teatr Dionizosa, mimo wielokrotnych przebudów, zawsze zachowywał tron dla kapłana Dionizosa oraz ołtarz w centrum orchestry, co podkreślało sakralny charakter przedstawień. Maski i stroje aktorów wywodziły się z dawnych rytuałów religijnych, co dodatkowo podkreślało związek tragedii z kultem Dionizosa. Rozwój tragedii z obrzędu religijnego w klasyczną formę literacką V wieku p.n.e. był możliwy dzięki przemianom politycznym. Historyczne źródła łączą powstanie tragedii z okresem greckiej tyranii, która opierała się na poparciu ludu przeciwko arystokracji. Tradycja, zapisana w Księdze Suda i przez Diaconusa Ioannesa, przypisuje pierwsze przedstawienia tragedii Arionowi, poecie działającemu w Koryncie za rządów tyrana Periandra. Herodot wspomina również o związku tragedii z tyranią Klejstenesa w Sykionie, co sugeruje, że pierwsze formy tragedii narodziły się na Peloponezie i stamtąd przeniknęły do Aten.
W Atenach pierwsza tragedia została wystawiona w 534 roku p.n.e. przez Tespisa podczas rządów tyrana Pizystrata, który zreorganizował i rozszerzył kult Dionizosa. Pizystrat wprowadził Dionizje Miejskie jako święto państwowe, a na stokach Akropolu zbudował świątynię Dionizosa Eleuteryjskiego. Jednak dokładne przejście od religijnych improwizacji do wykształconej formy tragedii znanej z dzieł Ajschylosa, Sofoklesa i Eurypidesa pozostaje niejasne. Kontrowersje dotyczą także etymologii słowa „tragedia”, które w języku greckim oznacza „pieśń kozła”. Arystoteles łączy to określenie z satyrami i dramatem satyrowym, co może wskazywać na związek między genezą tragedii a obrzędami związanymi z kultem Dionizosa.

### Podejście etnologiczne

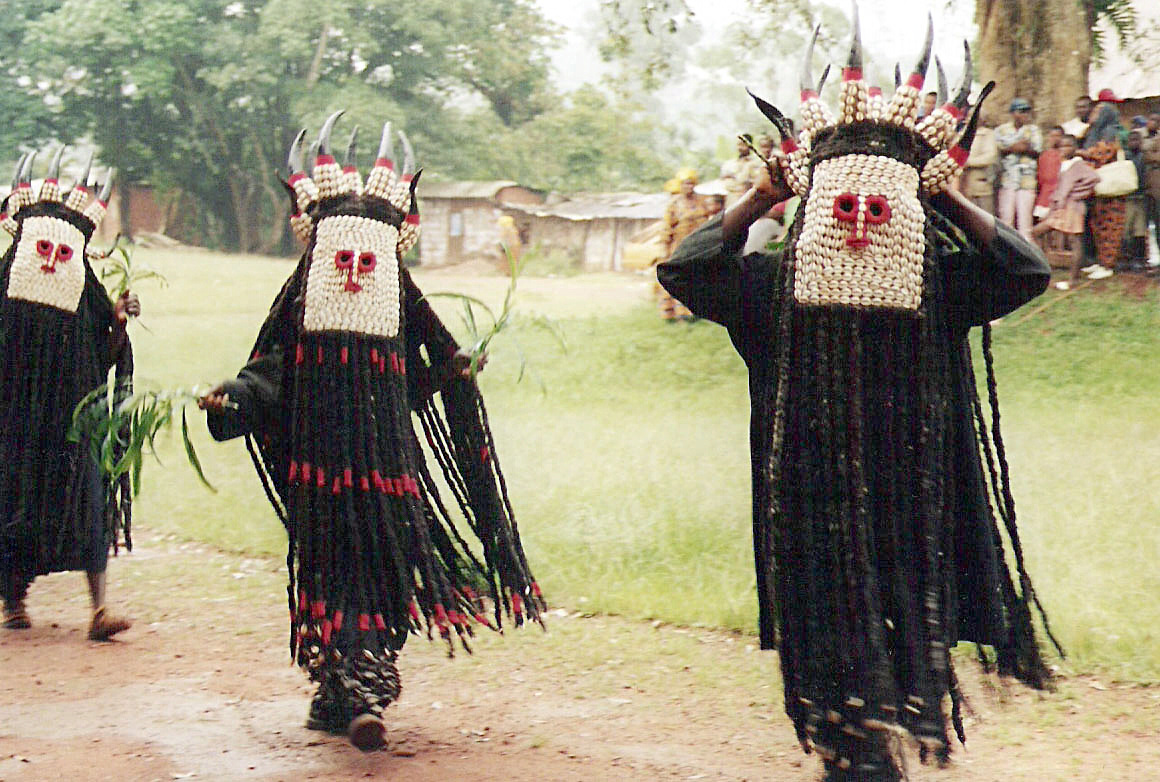
Taniec rytualny w maskach (Kamerun)

W pierwszych latach XX w. w poglądach na genezę tragedii dominowały koncepcje etnologiczne, całkowicie pomijające świadectwo Arystotelesa na rzecz badań folklorystycznych – są one obecnie o wiele rzadsze, choć nadal spotykane. W Wielkiej Brytanii istnieje tzw. „angielska szkoła etnologiczna”. Martin P. Nilsson w Geschichte der griechischen Religion uznaje, że tragedia wzięła początek od przebranych w koźle skóry śpiewaków opłakujących śmierć Boga w postaci kozła – uzasadnia to badaniami porównawczymi nad folklorem, twierdząc, że pierwotną formę tragedii przypominają obrzędy współczesnych Macedończyków. Według Jane E. Harrison Dionizos i poszczególne postacie mitologiczne są odmianami bóstwa cyklu rocznego. W nawiązaniu do tej koncepcji G. Murray powiązał początki tragedii ze związanymi z bóstwem rocznym obrzędami wiosennymi. Tego rodzaju koncepcje, zwłaszcza próby powiązania poszczególnych elementów tragedii klasycznej z poszczególnymi elementami rytuału, spotkały się z ostrą krytyką W.A. Pickard-CamBridge’a. Teorie etnologiczne wyznaje także G. Thompson, który sądzi, że orszaki dionizyjskie były tajnym stowarzyszeniem o cechach klanu totemistycznego, a ich obrzędy inicjacyjne wpłynęły na orfickie mity o cierpieniach Dionizosa, co otworzyło drogę do tragedii. Zbliżone poglądy reprezentuje T.H. Gaster, który początki tragedii wywodzi z rytuałów cyklu rocznego na podstawie analiz tekstów różnych kultur bliskowschodnich. M. Dietrich początki tragedii wiąże z trenem i attyckim świętem cytry, podobnie jak wielu innych badaczy o podejściu etnologicznym samą formę tragedii wywodzi jednak z misteriów eleuzyńskich. A. Lesky uważa jednak, że świat misteriów i świat tragedii nie przenikały się wzajemnie.
Krytyka podejścia etnologicznego opiera się na braku ogniwa łączącego rytuały z tragedią. Przenoszenie zjawisk znanych z innych kultur na grunt grecki nosi nieraz charakter bardzo swobodnych przypuszczeń. Wielu badaczy podkreśla, że tragedia grecka jest przede wszystkim zjawiskiem literackim i zagadnienie jej początków powinno być rozważane z punktu widzenia problematyki literackiej, której z natury rzeczy etnologia nigdy nie będzie w stanie ująć. Nawet najwięksi krytycy podejścia etnologicznego przyznają jednak, że mimo oryginalnego charakteru literackiego tragedii greckiej istnienie zaczątkowych form dramatycznych w kulturach ludów pierwotnych jest dobrze udowodnione, a wiedza o nich jest istotna dla takich aspektów dramatu greckiego jak tańce i maski. Krytycy podejścia etnologicznego podkreślają, że tragedia grecka jest tworem oryginalnym i przede wszystkim literackim i uznają, że do jej powstania doprowadziło raczej świadome stworzenie niż powolna ewolucja.
Mimo zmniejszenia roli podejścia etnologicznego jako poglądu na genezę tragedii tout court, nadal bardzo istotne są budowane na podstawie danych etnologicznych poglądy o pochodzeniu niektórych jej elementów. Taniec nieodłącznie wiążący się z greckimi gatunkami dramatycznymi wiąże się być może także z jej funkcją katareutyczną, jako że powszechnie w kulturach ludów pierwotnych tańce kultowe mają funkcje takie jak ochrona przed demonami lub zapewnienie sobie ich łaski. Maski, których według badań M. Biebera używał także chór, występowały na każdym etapie rozwoju tragedii i komedii greckiej i mają podobne funkcje. Użycie kultowe masek było w Grecji szczególnie silnie związane z Dionizosem i satyrami, choć kontynuujące tradycje mykeńskich demonów w zwierzęcych maskach tańce z maskami związane są także z kultem Artemidy i Despojny. M. Untersteiner próbował połączyć zagadnienie początków tragedii z przedgreckimi mieszkańcami Grecji, z cywilizacją egejską – poszukiwał przy tym nie tylko wpływów egejskich na formę tragedii, ale co więcej samo źródło tragizmu widział w napięciu między wartościami egejczyków i indoeuropejskich najeźdźców. Otwarta pozostaje poruszana w pracach K. Meuliego kwestia, czy maski reprezentowały umarłych, czy bezpośrednio bóstwa natury. Meuli podkreśla, że dla ludów pierwotnych maska jest narzędziem przemiany i doświadczenia duchowości, co stanowi w teatrze najgłębszy fundament gry aktorskiej i wyraz najgłębszego współczucia i zrozumienia, którego może doświadczyć człowiek. Należy przy tym zaznaczyć, że źródła starożytne nie przypisują maskom pradawności, ale za ich historycznego twórcę uznają Tespisa – A. Lesky sądzi jednak, że to świadectwo jest jedynie wyrazem skłonności starożytnych do przypisywania każdej rzeczy konkretnego wynalazcy.

### Wiarygodność przekazu Arystotelesa
Wszystkie poglądy na genezę tragedii o nastawieniu etnologicznym całkowicie lub niemal całkowicie odrzucają przekaz Arystotelesa z Poetyki, będący jedynym źródłem pisanym omawiającym zagadnienie wprost. Przeciwna odejściu etnologicznemu grupa uczonych podążając za badaniami U. von Willamowitz-Möllendorfa przypisuje temu źródłu znaczenie decydujące. Głównym problemem tego nurtu jest to, czy Arystoteles w cytowanym fragmencie przedstawił znane mu fakty, czy tylko swoje przypuszczenia. Dowody, że nie są to wyłącznie przypuszczenia, same mają jednak charakter przypuszczeń, choć nieraz wysoce prawdopodobnych – np. sofiści obszernie zajmowali się formami literackimi, a skoro tak, prawdopodobnie zajmowali się tragedią, a skoro Arystoteles znał dobrze poglądy sofistów, musiał też dysponować wcześniejszymi źródłami o pochodzeniu tragedii. Według badań W. Kranza u podstaw Poetyki leży obszerny materiał historyczny. O sumienności Arystotelesa świadczy także np. znany fakt jego starannego przygotowania historycznego przy pisaniu Polityki. Arystoteles pisze:

τὸ μὲν οὖν ἐπισκοπεῖν εἰ ἄρα ἔχει ἤδη ἡ τραγῳδία τοῖς εἴδεσιν ἱκανῶς ἢ οὔ, αὐτό τε καθ' αὑτὸ κρῖναι καὶ πρὸς τὰ θέατρα, ἄλλος λόγος. γενομένη δ' οὖν ἀπ' ἀρχῆς [10] αὐτοσχεδιαστικῆς--καὶ αὐτὴ καὶ ἡ κωμῳδία, καὶ ἡ μὲν ἀπὸ τῶν ἐξαρχόντων τὸν διθύραμβον, ἡ δὲ ἀπὸ τῶν τὰ φαλλικὰ ἃ ἔτι καὶ νῦν ἐν πολλαῖς τῶν πόλεων διαμένει νομιζόμενα--κατὰ μικρὸν ηὐξήθη προαγόντων ὅσον ἐγίγνετο φανερὸν αὐτῆς: καὶ πολλὰς μεταβολὰς μεταβαλοῦσα ἡ [15] τραγῳδία ἐπαύσατο, ἐπεὶ ἔσχε τὴν αὑτῆς φύσιν. καὶ τό τε τῶν ὑποκριτῶν πλῆθος ἐξ ἑνὸς εἰς δύο πρῶτος Αἰσχύλος ἤγαγε καὶ τὰ τοῦ χοροῦ ἠλάττωσε καὶ τὸν λόγον πρωταγωνιστεῖν παρεσκεύασεν: τρεῖς δὲ καὶ σκηνογραφίαν Σοφοκλῆς. ἔτι δὲ τὸ μέγεθος: ἐκ μικρῶν μύθων καὶ [20] λέξεως γελοίας διὰ τὸ ἐκ σατυρικοῦ μεταβαλεῖν ὀψὲ ἀπεσεμνύνθη, τό τε μέτρον ἐκ τετραμέτρου ἰαμβεῖον ἐγένετο. τὸ μὲν γὰρ πρῶτον τετραμέτρῳ ἐχρῶντο διὰ τὸ σατυρικὴν καὶ ὀρχηστικωτέραν εἶναι τὴν ποίησιν, λέξεως δὲ γενομένης αὐτὴ ἡ φύσις τὸ οἰκεῖον μέτρον εὗρε: μάλιστα γὰρ [25] λεκτικὸν τῶν μέτρων τὸ ἰαμβεῖόν ἐστιν: σημεῖον δὲ τούτου, πλεῖστα γὰρ ἰαμβεῖα λέγομεν ἐν τῇ διαλέκτῳ τῇ πρὸς ἀλλήλους, ἑξάμετρα δὲ ὀλιγάκις καὶ ἐκβαίνοντες τῆς λεκτικῆς ἁρμονίας. ἔτι δὲ ἐπεισοδίων πλήθη. καὶ τὰ ἄλλ' ὡς [30] ἕκαστα κοσμηθῆναι λέγεται ἔστω ἡμῖν εἰρημένα: πολὺ γὰρ ἂν ἴσως ἔργον εἴη διεξιέναι καθ' ἕκαστον.
Kiedy zaś pojawiła się tragedia i komedia, poeci, mając naturalne upodobanie w jednym lub w drugim rodzaju twórczości, jedni zamiast jambów zaczęli tworzyć komedie, inni zamiast epopei – tragedie, ponieważ te formy twórczości uznano za wyższe i cenniejsze od poprzednich. Natomiast rozpatrywanie, czy tragedia osiągnęła już (wówczas) odpowiedni rozwój w aspekcie swoich podstawowych składników, czy nie, oraz rozstrzygnięcie tego zagadnienia tak samego w sobie, jak w odniesieniu do teatru, to zupełnie inny problem.
Zarówno tragedia, jak komedia narodziły się z improwizacji: tragedia z improwizacji tych, którzy intonowali dytyramb, komedia – z improwizacji intonujących pieśni falliczne, które jeszcze dzisiaj wykonuje się po wielu miastach. Tragedia rozwinęła się zatem stopniowo przez udoskonalenie każdego pojawiającego się elementu i po przejściu wielu przeobrażeń zatrzymała się w rozwoju, kiedy osiągnęła najdoskonalszą postać. [...]. Tragedia uzyskała poza tym odpowiednią wielkość porzuciwszy krótkie wątki i żartobliwy język, które zawdzięczała swemu pochodzeniu z dramatu satyrowego; dość późno też przybrała dostojną postać i metrum jambiczne zajęło miejsce tetrametru trocheicznego. Dopóki bowiem miała ona charakter satyrowy i w większym stopniu była związana z tańcem, posługiwała się tetrametrem trocheicznym, lecz gdy zyskał na znaczeniu dialog, sama natura znalazła dla niej właściwą formę wiersza.
[Ar., Poet., 1449 a 1-20; tł. Henryk Podbielski]

### Dytyramb jako źródło tragedii

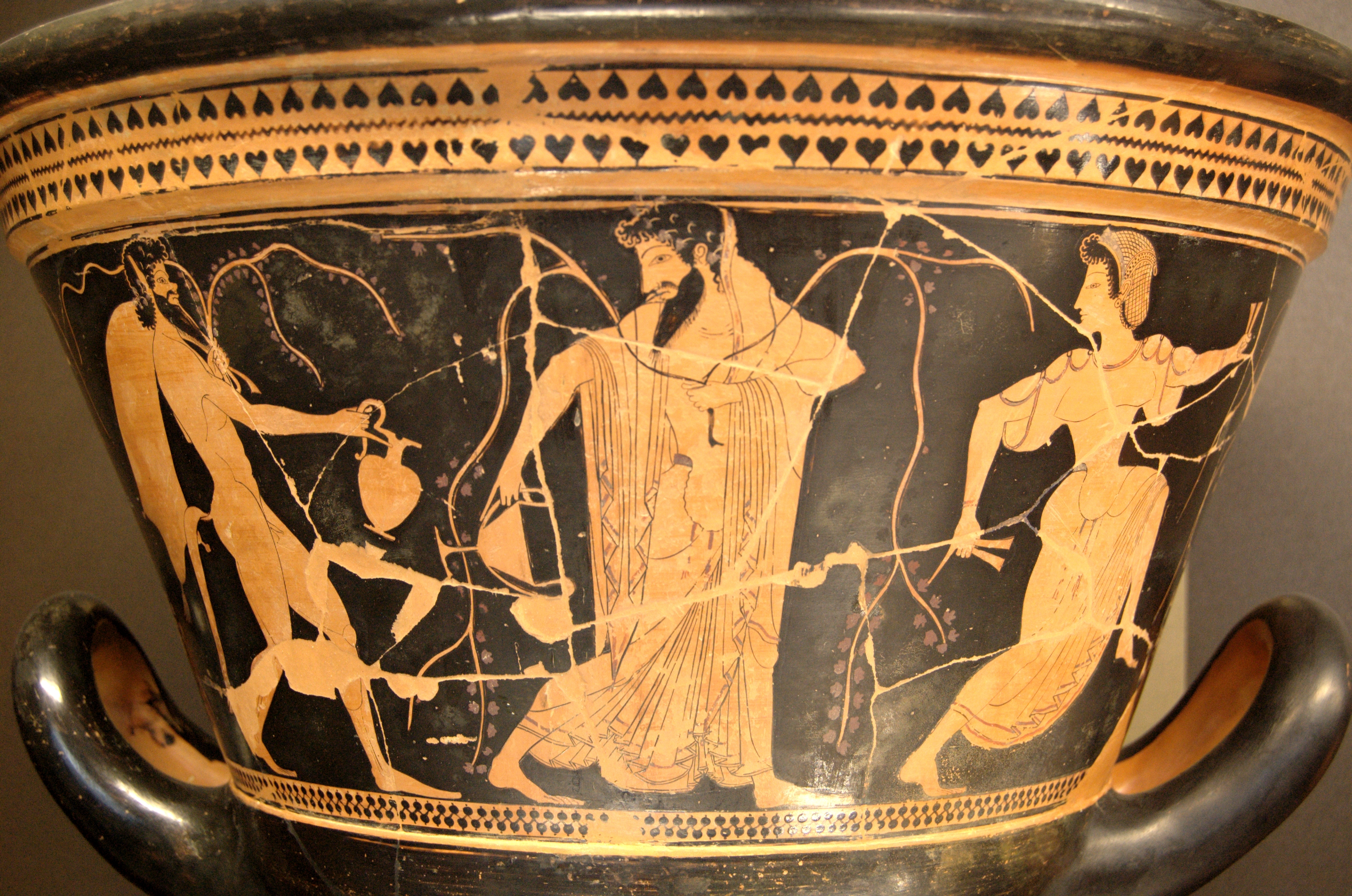
Satyr, Dionizos i menada – przedstawienie archaiczne

Za główne źródło tragedii przekaz Arystotelesa uznaje improwizowane dytyramby. Pierwszym problemem, jaki rodzi tekst Poetyki jest znaczenie zwrotu „od przodowników dytyrambu” – ἐξαρχόντων τὸν διθύραμβον i samego czasownika ἐξάρχω. Część uczonych pod wpływem badań F. Bradaca nad znaczeniem tego czasownika identyfikowała „przodowników” chóru, część z podwójnym chórem. Większość pozostała jednak przy najbardziej rozpowszechnionym znaczeniu, uznając, że „przodownik” to po prostu pierwszy śpiewak przewodniczący chórowi. Przy tej interpretacji można sądzić, że występujące w dytyrambie przeciwstawienie „przodownika” chóru i samego chóru jest zaczątkiem dramatycznego dialogu – niektórzy interpretatorzy szli nawet dalej, w „przodowniku” widząc pierwszego aktora, o którego wprowadzeniu Arystoteles milczy.
Pochodzenie samego dytyrambu jest słabo znane – nie wyjaśniono też pochodzenia jego nazwy, która jest prawdopodobnie przedgrecka. Wszystkie dytyramby były natomiast formą liryki chóralnej związaną z kultem Dionizosa – istnieją powody by sądzić, że jego wykonania związane były z rytuałem ofiarnym. Za Hipparcha Laos z Hermiony wprowadził innowacje w formie muzycznej dytyrambu, a w 509 lub 508 p.n.e. włączono agon dytyrambiczny do uroczystości Wielkich Dionizjów. Dytyramby te wykonywał chór złożony z 50 chłopców i mężczyzn tańczących wokół orchestry. Treść dytyrambów często odchodzi od Dionizosa, ale prawie zawsze nawiązuje do niego w początkowych partiach. Księga Suda o Pindarze, autorze wielu dytyrambów, mówi jako o twórcy siedemnastu δράματα τραγικά – prawie na pewno nie ma to jednak związku z tragedią, ale jest omyłkowym powtórzeniem liczby ksiąg jego dytyrambów. Podobnie Księga Suda mówi o Symonidesie – prawdopodobnie także w jego wypadku jest to omyłka, niewykluczone jednak, że Symonides rzeczywiście tworzył również tragedie. Dytyramby Bakchylidesa nie zawierają wiele odniesień do Dionizosa, co świadczy o ewolucji gatunku w tym kierunku – godne uwagi ze względu na brak odniesień do tego bóstwa w zachowanych tragediach. Fr. 18 utworów Bakchylidesa, dytyramb Tezeusz, część badaczy chciała uznać za brakujące ogniwo między dytyrambem a tragedią. Cztery jego strofy stanowią bowiem dialog (toczący się między Egeuszem a nieokreśloną osobą). Papirus, z którym uczeni zapoznali się w 1896, początkowo stał się z tego powodu sławny, współcześnie jednak nie traktuje się raczej tej teorii poważnie, jako że sam dytyramb powstał w czasach, gdy tragedia była już dobrze rozwinięta. Niemniej pewnego rodzaju dialogiczność dytyrambu, przejawiająca się jako opozycja chóru i przodownika chóru, rzeczywiście mogła mieć duże znaczenie dla powstania tragedii. W drugiej połowie V w. p.n.e. sekularyzacja dytyrambu postępuje.

### Dramat satyrowy jako źródło tragedii

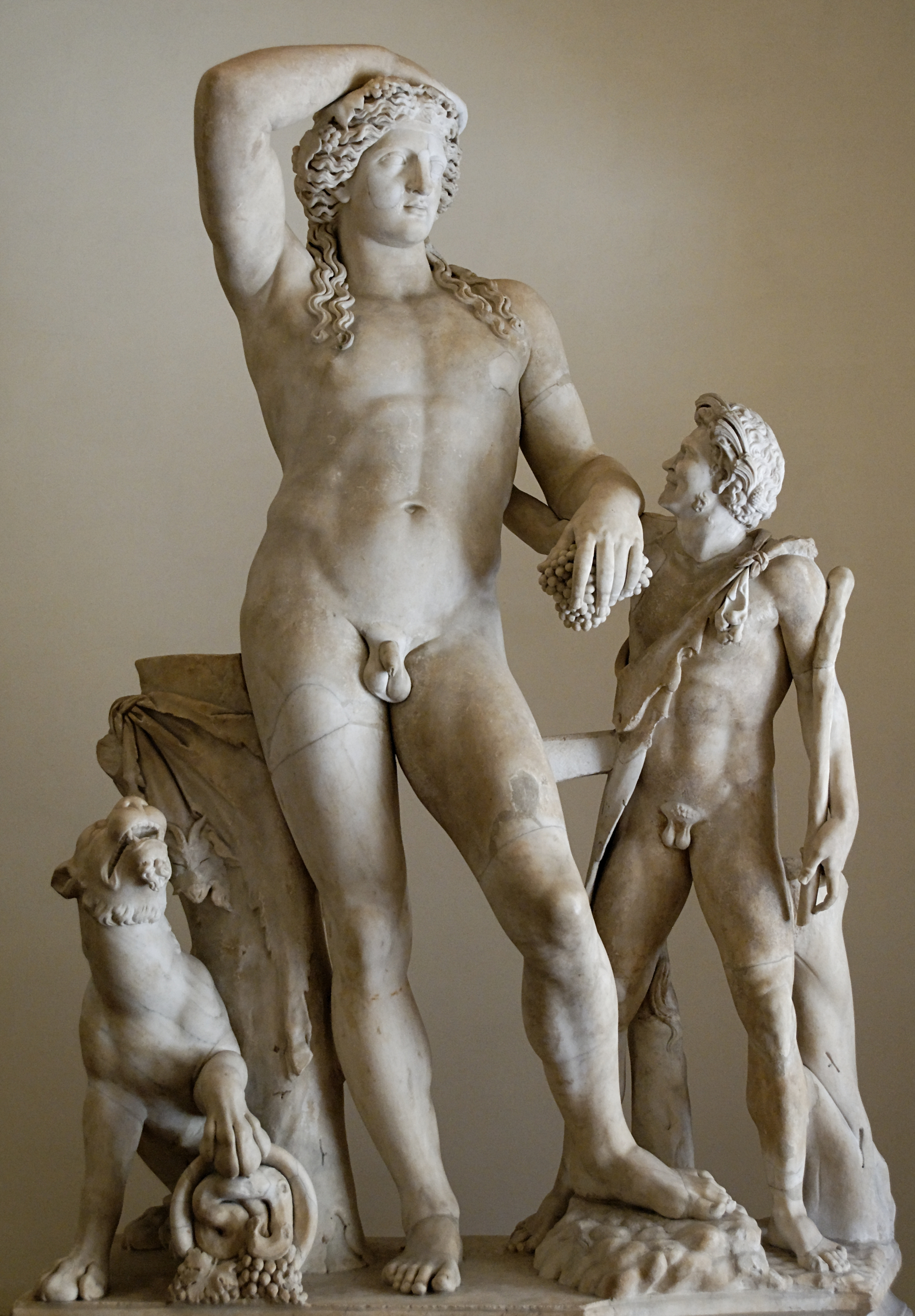
Dionizos wspierający się na satyrze – przedstawienie hellenistyczne

W opinii Arystotelesa pochodzenie tragedii jest bliskie pochodzeniu komedii i łączy się z orszakiem dionizyjskim i występującymi w nim satyrami, identyfikowanymi z kozłami („przez charakter satyrowy i większy związek z muzyką i tańcem”). Podobnie traktuje zagadnienie jeden z zachowanych fragmentów pism arystotelika Chamaileona. Jednak już starożytni dostrzegali trudności takiej interpretacji. Pierwsza trudność polega na tym, że nigdy i nigdzie w kulturze greckiej nie utożsamiano satyrów z kozłami. Dokonując ex post takiej identyfikacji, można powołać się na właściwą i satyrom, i kozłom lubieżność – utożsamienie satyrów i kozłów związanych z tragedią jedynie na podstawie wspólnej im lubieżności rodzi jednak dodatkowe trudności, skoro lubieżność nie pozostaje w żadnym związku z tragedią. Sprośne zachowania satyrów i podobny charakter ich pieśni występują w dramacie satyrowym i należą do jego genezy, żadne zachowane tragedie i ich fragmenty nie noszą jednak śladów sprośności ani nie zawierają najmniejszych aluzji do satyrów.
Pojawiło się więc kilka innych interpretacji znaczenia kozła – w Marmor Parium, Chronica Olympica Euzebiusza i Ars Poetica Horacego uznają kozła za nagrodę dla zwycięzcy agonu lub przedmiot ofiary składanej Dionizosowi w związku z agonem. Fernand Robert posunął dalej tę interpretację – uznał kozła za kozła ofiarnego, reprezentację wartości katarktycznej tragedii, przywracając w ten sposób związek tragedii z uroczystością ofiarną. Teza Roberta, który dytyramb uznał za jedynie wspólny model formalny dla tragedii i dramatu satyrowego, uwzględnia różnice formalne między obu gatunkami i jednocześnie uwidacznia to, co stanowi istotę tragedii, jej funkcję oczyszczającą. Budzi jednak zastrzeżenia, gdyż całkowicie odrzuca przekaz Arystotelesa nie opierając się na innych przekazach źródłowych. Innym ważnym zastrzeżeniem jest to, że Robert nadmiernie eksponuje znaczenie ofiary z kozła – podczas gdy sam kult Dionizosa nie wiązał się z kozłem. Istnieje wiele przekazów łączących Dionizosa z jeleniem i łanią, a tylko dwa łączące go z kozami – epitety bóstwa Ajgobolos (zabijający kozy) i Melanajgis (czarnokoźli).
W. Schmid uznał arystotelesowską próbę związania genezy tragedii z dramatem satyrowym za niepłoną i wymęczoną. H. van Horn uznał, że tragedia i dramat satyrowy początkowo powstawały osobno, ale w 501 p.n.e. uległy przemieszaniu. Przekaz Arystotelesa odrzucają także A.W. Pickard-Cambridge, G.F. Else, W. Burket i H. Patzer. A. Lesky uważa, że ścisły związek genetyczny i ostry i wyraźny, podobnie jak ostra i wyraźna jest genetyczna odmienność tragedii i komedii. Podkreśla, że już starożytni wierzyli, że tragedia i komedia to gatunki, które niewiele łączy, np. Sokrates w Uczcie dowodzi Arystofanesowi i Agatonowi, że dobry tragediopisarz może nie potrafić napisać dobrej komedii, podobną opinię wyraził też Leukippos [DK A 9] – tymczasem tragedie i dramaty satyrowe pisali i wystawiali ci sami ludzie, można więc tu mówić o „presji gatunkowej”. Istnieje także wyobrażenie ikonograficzne łączące tragedię z satyrami – waza przedstawiająca personifikację tragedii budzonej przez satyrów. Większość badaczy uznających przekaz Arystotelesa uważa, że wpływ dramatu satyrowego na ukształtowanie się tragedii wystąpił, gdy sam dramat satyrowy znajdował się jeszcze we wczesnej fazie rozwoju – Q. Cataudella uważa jednak, że wczesne formy dramaty satyrowego nie miały związku z satyrami.
Poza wymienionym już poglądem, że lekkie i groteskowe przedstawienie satyrowe nie mogło stać się źródłem poważnej tragedii, badacze odrzucający przekaz Arystotelesa opierali się na informacji, że twórcą dramatu satyrowego był dopiero Pratinas. Za twórcę dramatu satyrowego uznają Pratinasa Księga Suda i dwa hellenistyczne epigraaty Dioskoridesa. W starożytnej Grecji istniały pewne niechęci między Dorami i Jonami. Dorem był Pratinas, pochodzący z Phleios. Przeciw poglądom o peloponeskim pochodzeniu tragedii występowali Ateńczycy – w pseudoplatońskim dialogu Minos „Tragedia jest zaś tutaj od prawieków, nie bierze zaś początku – jak się przyjmuje – od Tespisa ani od Frynichosa, lecz jeśli chcesz badać, przekonasz się, że jest to bardzo dawny wynalazek tego miasta”. Wielu uczonych spekuluje, że przypisanie wynalezienia Pratinasowi dramatu satyrowego nastąpiło w epoce hellenistycznej – wynalezienie dramatu satyrowego miałoby być według aleksandryjczyków nie pierwszym, a ostatnim etapem rozwoju tragedii, która miałaby być znaczenie wcześniejsza i wywodzić się z attyckich zwyczajów wiejskich.

## Forma tragedii greckiej
Pierwszego aktora wprowadził do tragedii greckiej Tespis, uznawany dlatego za „ojca tragedii”. Tragedia grecka ukształtowała się więc jako część liryki chóralnej, czego śladem pozostała w niej na zawsze duża rola chóru. Chór wprowadzał do tragedii przede wszystkim czynnik liryczny i komentował akcję, pełnił jednak także epicką funkcję narratora, a czasem nawet uczestnika wydarzeń.
Klasyczną formę tragedii ukształtowała trójka wielkich tragików greckich – Ajschylos, Sofokles i Eurypides. Ajschylos wprowadził na scenę drugiego aktora, ograniczył rolę chóru i zwiększył rolę partii dialogowych. Sofokles wprowadził trzeciego aktora, zróżnicował dialog przez wprowadzenie obok dłuższych wypowiedzi stychomytii (żywego dialogu polegającego na ciągu krótkich, jednowersowych replik w których każda wypowiedź jest analogiczna metrycznie, a czasem składniowo do wypowiedzi partnera), zastosował motywację psychologiczną działań bohaterów, zwiększył dynamikę tragedii przez operację szybkimi zmianami nastroju i kontrastowanie bohaterów. Eurypides pogłębił kierunek rozwoju tragedii zarysowany przez Ajschylosa – zerwał z wiernością wobec mitologii wprowadzając elementy realizmu, znacznie pogłębił znaczenie tematyki psychologicznej dając przy tym bardziej zindywidualizowane postacie, rozwinął monolog posługując się monodiami (stanowiącymi samodzielną całość rozbudowanymi monologami o charakterze lamentacji), jako pierwszy zastosował chwyt sceniczny deus ex machina, stworzył zalążki tragikomedii przez wprowadzenie w niektórych utworach szczęśliwego zakończenia.

## Budowa tragedii greckiej
Budowa tragedii greckiej poddana była ścisłym rygorom formalnym. Tragedię otwierał prologos o charakterze monologowym lub dialogowym, którego funkcją było zarysowanie sytuacji fabularnej. Po prologosie następowały przeplatające się epeisodia i stasima, których było od trzech do pięciu. Każdy epeisodion obejmował dialogi i monologi postaci oraz fragmenty narracyjne, stasimon stanowił pieśń chóru. Utwór zamykał eksodos, czyli końcowa pieśń chóru schodzącego z orchestry. W tragedii greckiej zarysowują się również tzw. trzy jedności, nie występują one jednak jeszcze jako samodzielna kategoria ani w poetyce, ani w praktyce literackiej. Dużą rolę w budowie tragedii odgrywała kluczowa dla estetyki starożytnej kategoria mimesis, nakazująca naśladowanie w utworze rzeczywistości z jednoczesnym jej przekształceniem – naśladowanie przyrody przy możliwości uczynienia jej piękniejszą lub brzydszą, przedstawianie zdarzeń typowych i mających znaczenie ogólne, przedstawienie zdarzeń nie tak, jak zaszły faktycznie, ale według zasad konieczności i prawdopodobieństwa, przedstawianie zdarzeń kierując się potrzebami kompozycji, nie chęcią przedstawienia dokładnie wszystkich detali rzeczywistości.

## Tematyka i wymowa tragedii greckiej
Akcja tragedii greckich ukazywała konflikt jej głównego bohatera z fatum. Fatum niweczy wszystkie jego zamierzenia i działania prowadząc go do zguby. Szczególnie wyróżnionymi momentami tragedii były perypetia i katastrofa. Perypetia to moment akcji, w którym następuje jej niespodziewany zwrot stawiający głównego bohatera wobec przełomu życiowego. Katastrofa to bezpośrednio poprzedzająca rozwiązanie utworu klęska głównego bohatera, zazwyczaj jego śmierć, wynikająca w sposób konieczny z przebiegu akcji. Los postaci tragicznej, to, że wraz z każdym swoim poczynaniem zbliża się ona do upadku, łączy się w utworze z kategoriami hybris, hamartii i ironii tragicznej. Hybris prowadzi bohatera do katastrofy jako kary bogów – stanowi przekroczenie przez bohatera na skutek dumy miary, którą mu oni wyznaczyli. Hamartia (wina tragiczna) prowadzi do katastrofy jako błędne rozpoznanie przez bohatera sytuacji, w jakiej się znajduje, skutkujące zawikłaniem się tej sytuacji. Ironia tragiczna (sformułowana teoretycznie dopiero w czasach nowożytnych) wobec działań bohatera prowadzących go do katastrofy polega na znanym widzom ostrym przeciwieństwie między jego świadomością a sytuacją przedstawioną przez dramat. Los bohatera, budujący nastrój tragedii, nacechowany był patosem i monumentalnością. Miał on wzbudzić w widzu katharsis, oczyszczenie na skutek litości i trwogi. Koncepcja oczyszczenia wywodziła się prawdopodobnie z misteriów orfickich. Sformułował ją Arystoteles w VI rozdziale Poetyki – dla Arystotelesa katharsis polega jednak inaczej niż u orfików nie na uszlachetnieniu uczuć widza za pomocą litości i trwogi, ale na wyzwoleniu go od takich odczuć.

## Grecka twórczość tragiczna

### Wielka trójka tragików
Byli to: Ajschylos, Sofokles oraz Eurypides. W V wieku p.n.e. pisali oni swe tragedie, które następnie wystawiali w teatrze Ateńskim. Z ich trójcy najwybitniejszy był Sofokles, który nigdy nie zajął trzeciego miejsca w ich konkursach.

### Tragedia IV w.
W IV w. p.n.e. tragedia grecka zeszła na dalszy plan wobec zainteresowania prozą, a jej poziom artystyczny znacznie spadł. Wystawiano jednak nowe tragedie, a także wznawiano stare. Do najwybitniejszych tragików tego okresu należeli Astydamas, syn tragika Morismosa, jego syn Astydamas Młodszy i Teodektes z Faselis, ponadto Afareus, Euretos, Dikajogenes, Timokles, Poliejdos, Antyfon (Antymach, Meleager), Kleajnetos i Klejtofon.

### Tragedia hellenistyczna
W okresie hellenistycznym dramat grecki nie miał wybitnych przedstawicieli, choć epoka ta wydała dość liczne utwory. Głównym ośrodkiem kultury hellenistycznej, w tym twórczości dramaturgicznej, była Aleksandria. Ptolemeusz I zbudował w tym mieście teatr Dionizosa, w którym zgodnie z tradycją urządzano agony tragiczne, publiczność aleksandryjska preferowała jednak organizowane w tym samym teatrze widowiska i uroczystości dworskie i religijne. Przepych tego rodzaju widowisk był ogromny, przekraczał przepych przypisywany widowiskom rzymskim. Brak popytu na tragedie wpłynął hamująco na rozwój twórczości dramatycznej.
W czasie panowania Ptolemeusza Filadelfosa wyodrębniono podczas organizowanych przez niego w latach 384–381 p.n.e. agonów grupę siedmiu tragików, Pleias, nazwaną tak od siedmiogwiazdowej konstelacji Plejady. Do grupy tej należeli (według Księgi Suda) Homer z Bizancjum, Likofron z Chalkis Filikos, Sosysteos (prawdopodobnie z Troady), Aleksander Etolczyk. Na innych listach pojawiają się także Sosyfanes z Syrakuz, Dionizjades z Taros, Ajantiades i Eufronios. Nie była to spójna grupa literacka, ale raczej sztuczny koncept wymyślony dla uświetnienia widowisk.
Prócz tragedii Likofrona Alexandra i sztuki Exagoge z tragedii hellenistycznej zachowały się tylko krótkie fragmenty i tytuły (łącznie dziewięć fragmentów, w sumie 24 wersy). Poza poetami Plejady znamy imiona jeszcze 60 innych poetów.
Twórczość Filikosa z Korkyry, o którym wiemy, że w związanych z agonami procesjach szedł jako kapłan Dionizosa, a więc tragik, była już w starożytności mylona z twórczością komediopisarza o tym samym imieniu. Przypisano mu 42 utwory, ale tytuł tylko jednego z nich (Temistokles) wskazuje na tragedię. Brak zachowanej spuścizny i opinia starożytnych każą sądzić, że Filikos był pisarzem drugorzędnym. To samo można przypuszczać o Homerze z Bizancjum. Sosifanes był najpłodniejszym spośród dramaturgów Plejady – napisał 73 utwory, z których 7 odniosło zwycięstwo w agonie. Na podstawie jednego zachowanego tytułu (Meleagros) i kilku krótkich fragmentów nie można wyrobić sobie opinii o wartości jego dzieł.
Alexandra Lykofrona stanowi zagmatwaną i sztuczną przemowę Kasandry wieszczącej zagładę Troi. W dziele tym nie można dopatrzyć się śladu akcji dramatycznej. Mimo to uznawano je za tragedię, co daje świadectwo o odmiennym od klasycznego rozumieniu tragedii w okresie hellenistycznym. Datowanie utworu jest trudne ze względu na aluzje współczesne zawarte w przepowiedniach Kasandry – wiele wskazuje, że są to aluzje do Rzymian, przypuszcza się więc, że Alexandrę napisał późniejszy Likofron, wnuk wymienionego na liście członków Plejady.
Większe znaczenie niż członkowie Plejady mają autorzy, którzy do niej nie należeli lub których przynależność do niej jest wątpliwa. Z twórczości Sositeosa zachowały się głównie fragmenty dramatów satyrowych (20 wersów dramatu satyrowego Dafnis (Lityerses)). Według zachowanego epigramatu Dioskoridesa (AP VII 707) miał on przywrócić dramatowi satyrowemu wiele z dawnego, doryckiego charakteru. Prócz Filikonosa, tragedie historyczne (Feryjczycy i drugą o tytule Temistokles) miał napisać Moschion.
Prócz wymienionych, znamy nazwiska jeszcze kilku tragików żyjących między III a I w. p.n.e. Osobliwość stanowi tragedia o tematyce biblijnej Żyda Ezechiela Eksagoge. powstała w II w., traktująca o wyjściu Izraela z niewoli egipskiej. Zachowało się z niej dość wiele fragmentów – 269 trymetrów jambicznych. Ze względu na brak znacznej części tekstu trudno mieć jednak pewność co do przynależności gatunkowej Eksagoge.
Sporne jest datowanie fragmentów tragedii zachowanych w Papyri Osloenses 1413. Duże zamieszanie wzbudziła publikacja w 1950 papirusu zawierającego fragmenty sztuki Gyges – część uczonych datuje ją na czasy przed Herodotem (np. przypisując Frynichosowi), inni uznają za dramat hellenistyczny.
Interpretacje tragedii hellenistycznej jako całości widzą w niej kontynuację tendencji tragedii IV w. Charakterystyczne są motywy egzotyczne (jak w Adonisie Filikosa) i historyczne, a nawet wyraźne nawiązania do współczesności, jak w dziele Likoforna. Jeszcze wyraźniej tendencje te zaznaczą się w rzymskiej fabula praetexta.
Nie wiadomo, jak zakończyły się dzieje tragedii hellenistycznej – bardzo skąpe informacje omawiają m.in. K. Latte (Zur Geschichte der griechische Tragödie in der Karseizeit, „Eranos” 52 (1954)) i M. Kokolakis (Lucian and the Tragic Performances in his Time, 1961). Nie ma jednak wątpliwości, że wywarła ona wpływ na tragedię rzymską.